# ジェームズ・クック (ランニングバック)
- ジェームス・クック

ジェームズ・ダルビン・クック（James Dalvin Cook、1999年9月25日 - ）は、アメリカ合衆国フロリダ州マイアミ出身のアメリカンフットボール選手。ポジションはランニングバック（RB）。NFLのバッファロー・ビルズに所属している。
カレッジフットボールはジョージア大学でプレーをし、2022年のNFLドラフトで2巡目全体63位指名をされ、ビルズに入団した。同じくNFL選手のダルビン・クックは実兄である。

## 大学時代
クックはフレッシュマンシーズンに13試合に出場し、41回のキャリーで284ヤードを獲得し、2タッチダウンを記録し、8回のキャッチで89ヤードを記録した。2年目も14試合すべてに出場し、31回のキャリーで188ヤード、2タッチダウンを記録し、16回のキャッチで132ヤードを記録した。3年目の2020年には、45回のキャリーで303ヤードと3回のタッチダウンを記録し、16回のキャッチで225ヤード、2回のタッチダウンを記録し、チームの2番目に優れたラッシャーとなった。クックは、父親の死後、2021年のピーチボウルを欠場した。
ジョージア大学が2022年のカレッジフットボール・プレーオフ全国選手権で優勝した試合で、728ヤードと7回のタッチダウンを走り、27回のキャッチで284ヤード、4タッチダウンを記録した。また、チームがミシガン大学に34対11で勝利したオレンジボウルの準決勝で、4回のキャッチで112ヤード、1タッチダウンを記録し、ジョージアのリーディングレシーバーとなった。シーズン終了後、クックは2022年のNFLドラフトに参加することを発表した。

## プロキャリア
| 5 ft 11 in (180 cm)         | 199 lb (90 kg) | 30+3⁄4 in (78 cm) | 9+3⁄8 in (24 cm) | 4.42 s | 1.54 s | 2.59 s | 33.0 in (84 cm) | 10 ft 4 in (3.15 m) |
| All values from NFL Combine |                |                   |                  |        |        |        |                 |                     |

クックは、2022年のNFLドラフトで2巡目全体63位でバッファロー・ビルズに指名された。
2023年は237回のキャリーで1,122ヤードを獲得し、プロボウルに選出された。
2024年は2年連続で1,000ヤードラッシュを達成。最多タイとなる16回のラッシングタッチダウンを記録し、プロボウルに追加選出された。

## 家族
兄もNFL選手で、同じランニングバックのダルビン・クックである。